# Гуча Мигори
Река Гуча-Мигори (Gucha-Migori) протича в Западна Кения.
Образувана е от сливането на реките Гуча и Мигори и се влива в източната част на езерото Виктория. Общата площ на водосборния ѝ басейн е 6919 км2, а 42% от него се падат на басейна на нейния приток река Гуча. Дължината ѝ е 149 км и ежегодно чрез нея в езерото се вливат 58 м3/s вода. Реката извира от комплекса Мау и басейнът ѝ е част от системата на Горен Нил. Често през дъждовните сезони излиза от очертанията си и наводнява околните земи. Съдържанието на органични вещества е все още ниско, но нараства през дъждовния сезон. Водите ѝ се използват за напояване. В областта около реката се отглеждат предимно чай и ориз.
Прирастът на населението в този район е един от най-големите в страната, а гъстотата му през 1985 г. е била най-високата в Кения – над 400 души/км2. Териториите са населени с племената луо и курия.
Река Гуча (Куджа на езика на племето луо) извира от височините над град Кисий на 1800 м надморска височина. Тече на запад до сливането си с река Мигори на 1500 м надморска височина. Главните ѝ притоци са реките Омогонго (Omogongo), Ечичиро (Echichiro) и Енянгвета (Enyangweta). Водите ѝ са сравнително чисти и без киселинни примеси, с епизодично помътняване и промяна на цвета им. Подземните водоносни хоризонти в рамките на водосборния ѝ басейн лежат на дълбочина между 13 м и 60 м. под повърхността на земята. Реката се ползва за водоснабдяване на градовете Кисий и Нямира.
Река Мигори протича през богат селскостопански район. На нея е разположен град Мигори, един бързо развиващ се урбанистичен център. В басейна на реката се намират мините Макалдер, където се добиват злато и мед. Във връзка с рудодобива водите на реката се замърсяват с различни тежки метали – кадмий, хром, мед, олово, живак, никел и цинк, като съдържанието им е доста над пределно допустимите нива. Изследванията доказват наличие на олово – 6,5 – 510 mg/kg, арсен – 0,06 – 76 mg/kg, живак – 0,46 – 1920 mg/kg. Най-високи стойности на замърсяването са отчетени в притока Макалдер за оловото – 11035 mg/kg.